# 20017 Alixcatherine
20017 Alixcatherine este un asteroid din centura principală de asteroizi.

## Descriere
20017 Alixcatherine este un asteroid din centura principală de asteroizi. A fost descoperit pe 2 octombrie 1991 la Observatorul Palomar de Charles P. de Saint-Aignan. Asteroidul prezintă o orbită caracterizată de o semiaxă mare de 2,55 ua, o excentricitate de 0,12 și o înclinație de 5,5° în raport cu ecliptica.